# Жайлауколь (Жетисайський район)
Жайлауко́ль (каз. Жайлаукөл) — село у складі Жетисайського району Туркестанської області Казахстану. Входить до складу Макталинського сільського округу.
У радянські часи село називалось Бригада № 5 отділення № 2 совхоза Махтали, до 2001 року — Багарне.
Населення — 167 осіб (2021; 273 у 2009, 235 у 1999, 141 у 1989).